# G.723.1
G.723.1 は、特に話声向けに最適化された音声コーデックであり、音声を30ミリ秒単位のフレームで圧縮する。アルゴリズム上の先読みが7.5ミリ秒なので、アルゴリズムによる遅延は全体で37.5ミリ秒である。
なお、G.723とは全く異なるコーデックである。
G.723.1 のビットレートは以下の2種類がある。
- 6.3 kbit/s（24バイトフレーム）、MPC-MLQアルゴリズム（MOS 3.9）
- 5.3 kbit/s（20バイトフレーム）、ACELPアルゴリズム（MOS 3.62）

## 用途
G.723.1 は狭帯域幅で済むため、主にVoIPで利用されている。DTMFやファクシミリの音などはこのコーデックでは転送が難しく、G.711や帯域外の方法でそれらの信号を転送する。アルゴリズムの計算量は16MIPSで間に合う程度である。なお、2.2KBのRAMをコードブック用に必要とする。

## 特徴
- サンプリング周波数 8 kHz、16ビット（30ミリ秒のフレームに対して240サンプル）
- 固定ビットレート（5.3 kbit/s - 20バイトフレーム、6.3kbit/s - 24バイトフレーム）
- どちらのビットレートでもフレームサイズは固定
- アルゴリズム遅延はフレーム当たり 37.5 ミリ秒。うち 7.5 ミリ秒は先読み遅延。
- ビットレートによって使用するアルゴリズムが異なる。5.3 kbit/s は MPC-MLQ (Multi-Pulse LPC with Maxmum Likelihood Quantization)、6.3 kbit/s は ACELP (Algebraic Code Excited Linear Prediction）
- G.711 の計算量を 1 としたとき、このコーデックの計算量は 25 である。ちなみに G.729a では 15
- G.723.1 Annex A には、4バイトの Silence Insertion Descriptor (SID) フレームによるコンフォートノイズ生成が定義されている。
- 理想的条件下でのPSQM（音質評価法の一種）の平均オピニオン評点は 4.08（G.723.1、6.3kbit/s)。ちなみに G.711 (μ-law) では 4.45 である。
- ネットワーク負荷条件下でのPSQMの平均オピニオン評点は 3.57（G.723.1、6.3kbit/s)。ちなみに G.711 (μ-law) では 4.13 である。

## ライセンス
G.723.1 を使用するには、アルゴリズムに関するいくつかの特許のライセンスを取得する必要がある。特許が全て失効するのは2014年の予定。